# أونيل بيل
أونيل بيل (بالإنجليزية: O'Neil Bell)‏ مواليد 29 ديسمبر 1974 في جامايكا - الوفاة 25 نوفمبر 2015 في أتلانتا، جورجيا، الولايات المتحدة، كان ملاكم جامايكي سابق. حقق بطولة رابطة الملاكمة العالمية وبطولة المجلس العالمي للملاكمة وبطولة الاتحاد الدولي للملاكمة.

## إحصائيات
خاض خلال مسيرته 32 نزالا، فاز في 27 وتعادل في 1 وخسر في 4. فاز بالضربة القاضية في 25 نزالا.

## روابط خارجية
- أونيل بيل على موقع بوكس ريك (الإنجليزية) (registration required)